# Arakan (Cotabato)
Arakan ist eine philippinische Stadtgemeinde in der Provinz Cotabato. Sie hat 48.228 Einwohner (Zensus 1. August 2015).

## Baranggays
Arakan ist politisch in 28 Baranggays unterteilt.
| - Allab - Anapolon - Badiangon - Binoongan - Dallag - Datu Ladayon - Datu Matangkil - Doroluman - Gambodes - Ganatan - Greenfield - Kabalantian - Katipunan - Kinawayan | - Kulaman Valley - Lanao Kuran - Libertad - Makalangot - Malibatuan - Maria Caridad - Meocan - Naje - Napalico - Salasang - San Miguel - Santo Niño - Sumalili - Tumanding |